# Synodontis batensoda
Synodontis batensoda е вид лъчеперка от семейство Mochokidae. Видът не е застрашен от изчезване.

## Разпространение
Разпространен е в Буркина Фасо, Гана, Етиопия, Камерун, Мали, Нигер, Нигерия, Сенегал, Централноафриканска република, Чад и Южен Судан.
Регионално е изчезнал в Египет.

## Описание
На дължина достигат до 50 cm, а теглото им е максимум 1500 g.